# Booster FM
Booster FM, dont le nom officiellement déclaré au CSA est Booster, est une radio associative émettant à Toulouse sur la fréquence 89,1 MHz. Cette radio a changé de nom à deux reprises : RBM pour Radio Bruguières Musique dans les années 1980, puis RBM pour Radio Belle Musique, avant de devenir Booster.
Il s'agit d'une radio à prédominance musicale (RnB, hip-hop, house et funk).